# 선부중학교
선부중학교(仙府中學校)는 대한민국 경기도 안산시 단원구 선부동에 있는 공립 중학교이다.

## 학교 연혁
- 1994년 2월 28일 : 선부중학교 설립인가(14학급)
- 1994년 3월 1일 : 제1대 홍창우 교장 취임
- 1994년 3월 4일 : 제1회 입학식 (남 395명, 여 358명)
- 1997년 2월 14일 : 제1회 졸업식 (716명)
- 2023년 12월 29일 : 제28회 졸업식(202명, 총 13,275명)
- 2024년 3월 4일 : 제31회 입학식(194명)
- 2024년 3월 4일 : 제12대 오현정 교장 취임

## 참고 자료
- 선부중학교 - 한국교육학술정보원 학교알리미